# Habitat

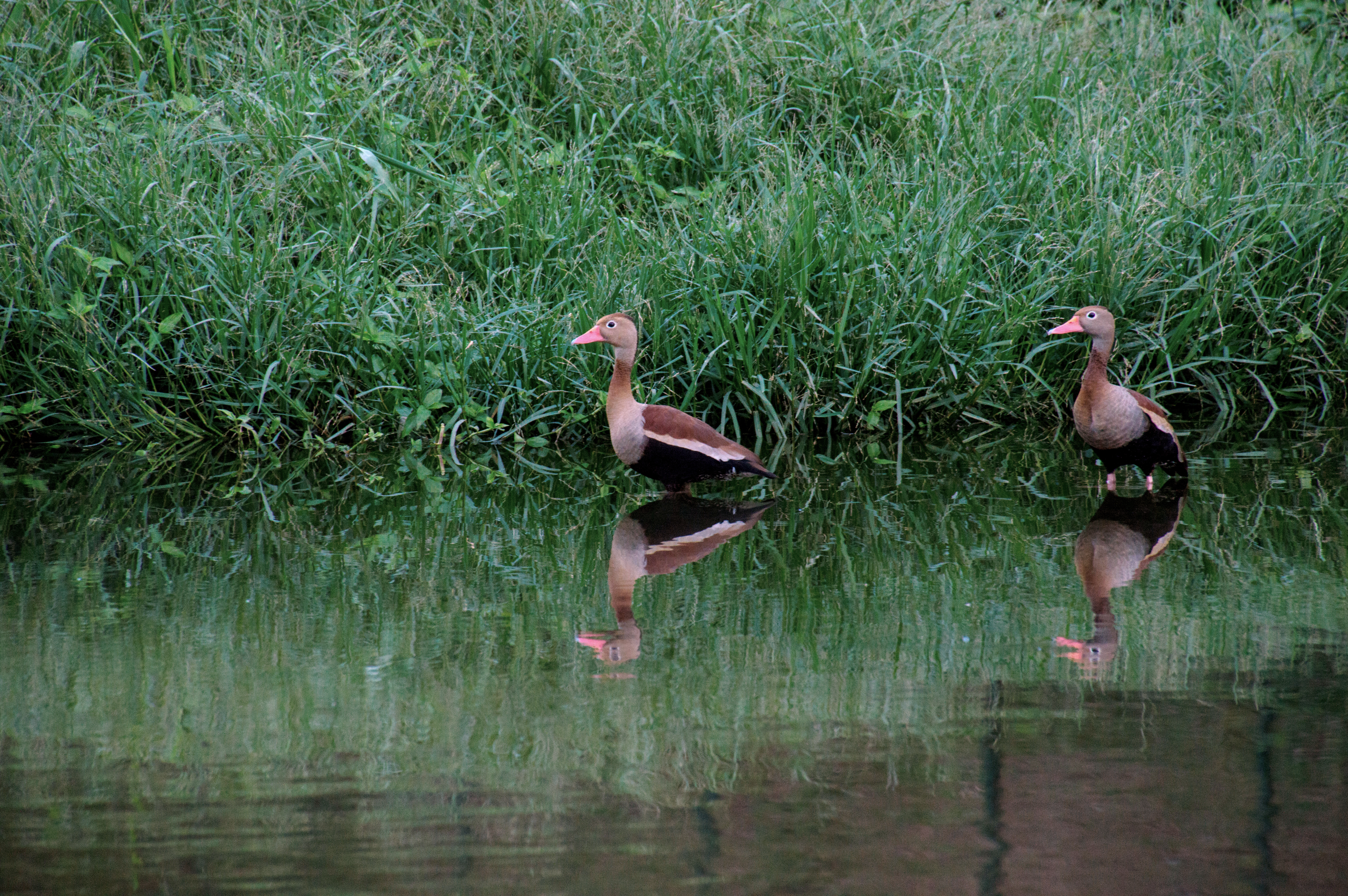
Os ambientes lacustres (lagos, lagoas e lagunas) são ecossistemas aquáticos formados em depressões no terreno e são habitados por diversas espécies. Eles são caracterizados por apresentarem água relativamente tranquila, em geral doce.

Um habitat ou hábitat é uma área ecológica ou ambiental que é habitada por uma determinada espécie de animal, planta ou outro organismo. O habitat está relacionado ao lugar, ou ambiente físico em que esse organismo vive e onde pode encontrar alimento, abrigo, proteção e companheiros para reprodução. É o ambiente natural em que vive um organismo, ou o ambiente físico que envolve uma população de espécies. Sendo assim, alguns exemplos que podem ser citados incluem: o habitat de um organismo intestinal é o canal alimentar de um animal, o habitat de um peixe pode ser uma lagoa inteira. Também é interessante apontar que cada habitat pode proporcionar muitos nichos diferentes.
Um habitat é composto de fatores físicos como solo, umidade, intervalo de temperatura e intensidade da luz, bem como fatores bióticos, como a disponibilidade de alimentos e a presença ou ausência de predadores. Cada organismo tem certas necessidades de habitat para as condições em que irá prosperar, mas alguns são tolerantes a grandes variações, enquanto outros são muito específicos em suas exigências. Um habitat não é necessariamente uma área geográfica, podendo ser o interior de um tronco, um tronco podre, uma rocha ou um aglomerado de musgo, e para um organismo parasitário é o corpo de seu hospedeiro, parte do corpo do hospedeiro, como o aparelho digestivo, ou uma única célula dentro do corpo do hospedeiro.
Inicialmente, os cientistas optaram por classificar os habitats com um complexo sistema de classificação, que foi se tornando cada vez mais detalhado. Por esse motivo, essas classificações tornaram-se pouco usuais, pois foi descoberto que os habitats se sobrepõem, e que distinções absolutas são raras entre os habitats, mas as classificações ainda são utilizadas.
Tipos de habitat incluem polar, temperado, subtropical e tropical. O tipo de vegetação terrestre pode ser floresta, estepe, campo, semiárido ou deserto. Os habitats de água doce incluem marismas, córregos, rios, lagos, lagoas e estuários, e os habitats marinhos incluem pântanos salgados, costa, zona entremarés, recifes, baías, mar aberto, leito do mar, águas profundas e respiradouros submarinos.
Os habitats mudam ao longo do tempo. Isto pode ser causado devido a um evento violento, como a erupção de um vulcão, um terremoto, um tsunami, um incêndio ou uma mudança nas correntes oceânicas; ou a mudança pode ser mais gradual ao longo de milênios com alterações no clima, como o avanço e recuo de mantos de gelo e geleira, e como diferentes padrões meteorológicos trazem mudanças de precipitação e radiação solar. Outras mudanças vêm como resultado direto das atividades humanas; o desmatamento, o arado de pastagens antigas, o desvio e represamento de rios, a drenagem de pântanos e a dragagem do fundo do mar. A introdução de espécies exóticas pode ter um efeito devastador sobre a fauna nativa, através de uma maior predação, pela competição por recursos ou pela introdução de pragas e doenças às quais as espécies nativas não têm imunidade.

## Exemplos dehabitate nicho ecológico
A girafa e a zebra dividem um mesmo habitat: as savanas africanas. No entanto, enquanto as zebras se alimentam de ervas rasteiras, as girafas comem as folhas presentes no alto das árvores. Em um mesmo habitat, portanto, podemos notar duas espécies que exploram os recursos naturais de maneiras diferentes.
O papagaio-da-cara-roxa é uma espécie encontrada exclusivamente na Mata Atlântica. Sendo assim, a floresta é o seu habitat. Já no que diz respeito ao seu nicho ecológico, o papagaio-da-cara-roxa tem o hábito de ser extremamente ativo pela manhã, descansando durante a tarde e voltando à atividade durante noite. Ele se alimenta de flores, frutos e folhas e constantemente é encontrado em par com outro animal da mesma espécie.
Outro exemplo diz respeito à tartaruga-verde. Ela vive em águas calmas e costeiras, ou seja, com bastante vegetação nativa (habitat). Porém, no que se refere aos seus hábitos (nicho ecológico), ela é onívora quando filhote e, à medida em que cresce, se torna herbívora. Além disso, seus ovos são botados quase que exclusivamente em ilhas oceânicas.

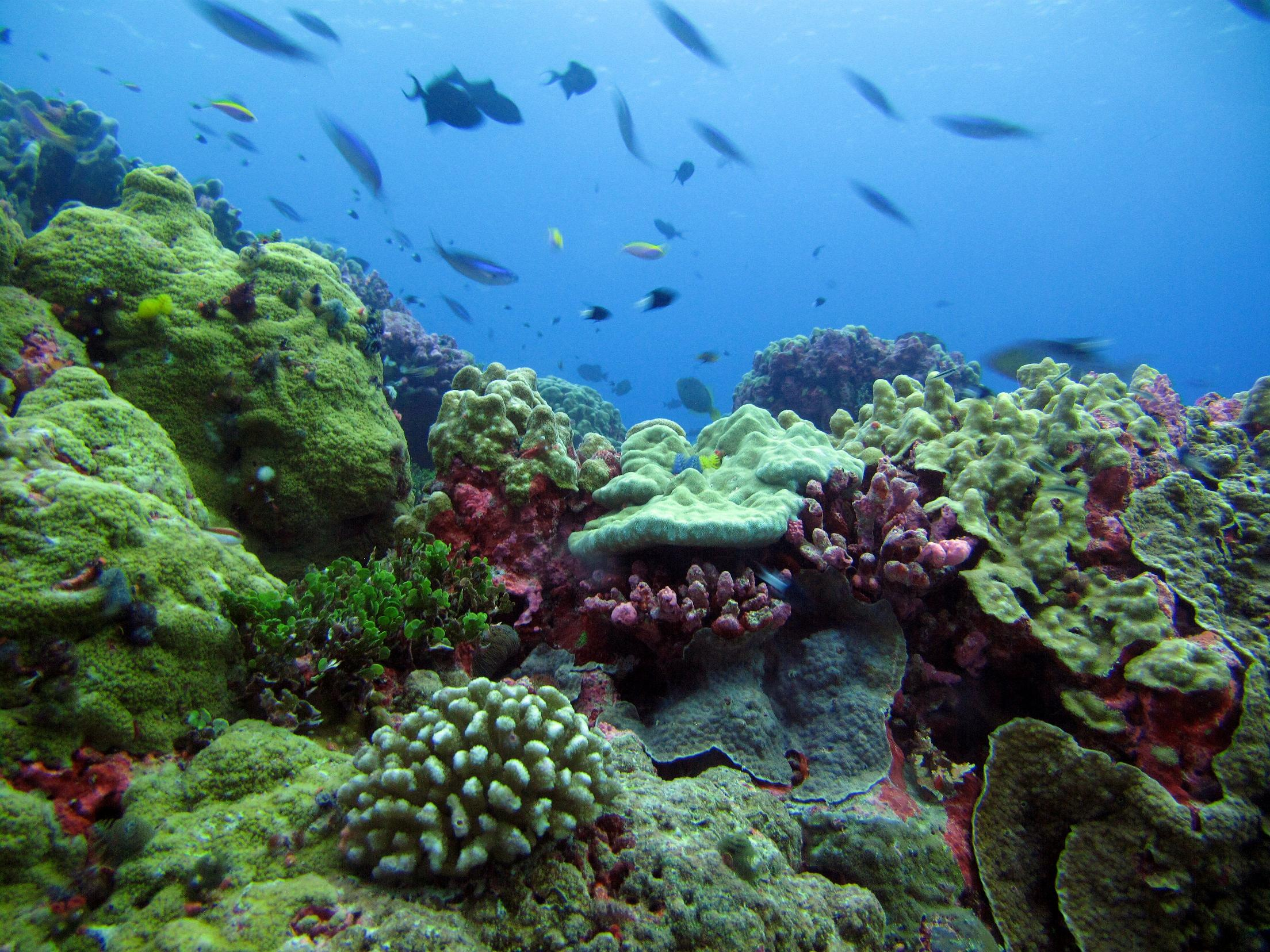
Recife de coral na Área Protegida das Ilhas Fénix, um rico habitat para a vida marinha

## Diversidade dehabitat
A diversidade do habitat pode afetar o número de espécie em uma comunidade, isso porque cada habitat proporciona recursos e condições distintas para cada espécie. Dessa forma, comunidades com maior diversidade de habitat terão mais chance de apresentar maior variedade de espécies.

## Tipos dehabitat

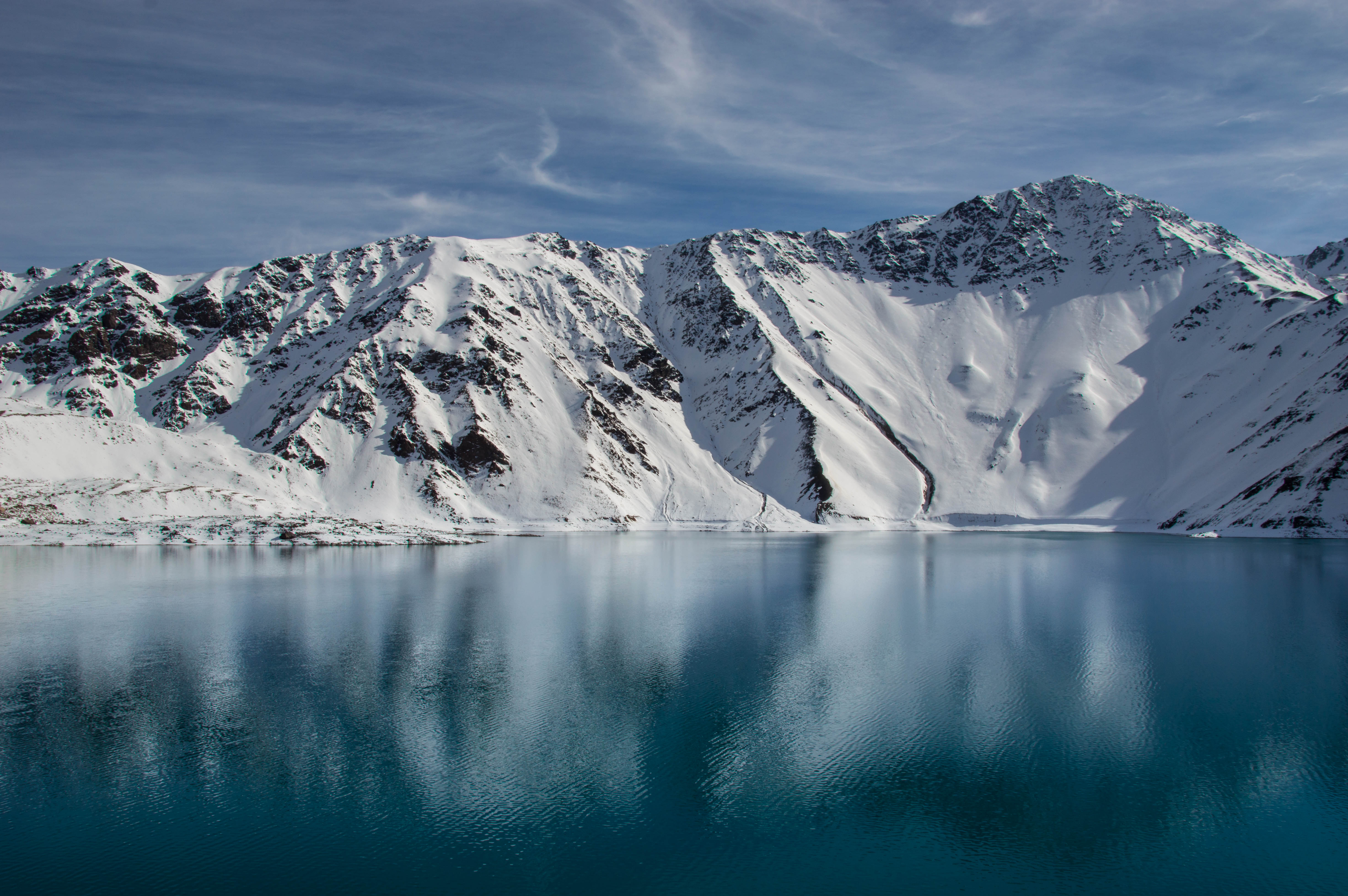
Lago Maipo com ambiente montanhoso caracterizado por seu frio e neve, um habitat extremo para diversas espécies que o colonizam

#### Terrestre
Os ambientes terrestres são muitos e alguns exemplos são: cavernas, florestas, campos, rochas, montanhas, vales e ambientes subterrâneos. Ao contrário do que muitos pensam, as florestas não são apenas um conjunto de árvores. As florestas são a casa de 80% da biodiversidade terrestre. As florestas podem assumir muitas formas, sendo algumas delas: florestas temperadas, tropicais e semitropicais. Podem ser classificadas, principalmente, por floresta ombrófila densa (mata muito densa e de difícil passagem), floresta ombrófila aberta (mata menos densa), floresta estacional sempre-verde (possui árvores com folhas verdes o ano inteiro) e florestas estacional decidual (possui árvores com folhas que envelhecem, ficam amareladas e caem). Indo mais afundo ainda, as florestas tropicais possuem uma grande diversidade de plantas e animais característicos, como o jacarandá-do-cerrado e o ipê amarelo que são árvores típicas do cerrado.

#### Marinho
Os habitats marinhos fazem parte de um grande número de ecossistemas e são basicamente divididos em ambientes de água doce e ambientes marinhos. Alguns exemplos de habitats de água doce são: lagos, cachoeiras, poços, rios, ribeirões, barragens e pântanos. Entre os ambientes de água salgada temos: zonas entremarés, recifes, região bentônica, cavernas marinhas, zonas de águas profundas, zonas de águas rasas e baías, além de bancos de areia e lodaçais. Os corais são ecossistemas extraordinários ricos em relações bióticas e abióticas. Em 2014, pesquisadores de diversas universidades participando da ONG Greenpeace encontraram um gigantesco recife de corais na região onde desemboca o Rio Amazonas. A região recebe 200 mil m3 de água doce por segundo atingindo uma extensão de até 400 km, rica em sedimentos e de aparência barrenta com baixíssima penetração solar. "Ele é composto predominantemente por algas calcárias, mas também é construído por corais (principalmente Madracis decactis) e recoberto por esponjas, corais-negros (de esqueleto preto, que vivem em águas profundas) e corais-moles (sem esqueleto calcário), sendo habitado por peixes e diversos outros grupos típicos de ambientes recifais, como caranguejos e estrelas do mar", conta o biólogo Ronaldo Francini Filho, da Universidade Federal da Paraíba (UFPB), coordenador do grupo de pesquisadores a bordo do Esperanza, expedição que hoje estuda quais os impactos que este recife pode receber por estar em uma área de interesse petrolífero para uma empresa francesa da região.

#### Transição
As praias estão situadas na fronteira dos dois maiores ambientes do planeta: o continente e o oceano. É um habitat de transição o qual sofre influência tanto do continente quanto do oceano. Mesmo o visitante mais desatento percebe que a praia é transiente, um dia está muito larga e outro muito curta ou sua inclinação varia ao longo dos dias da semana. A transição e a influência de tantos ambientes levam a uma rica diversidade de espécies de animais, plantas e outros microrganismos. A distribuição da fauna de praia ocorre de acordo com a capacidade de cada espécie em se adaptar a permanência fora da água, ou seja, ao ressecamento. Este padrão de zonação pode ser determinado por diferentes fatores durante as marés baixas, principalmente o tempo de exposição ao ar, às temperaturas mais elevadas no período diurno, à redução de nutrientes e às baixas taxas de oxigênio dissolvido. A rica diversidade de estruturas de calcário e sílica de protozoários e moluscos fornece um ambiente de proteção para muitas larvas, ovos e até mesmo adultos de diversas espécies.

#### Urbano
O ambiente urbano também possui muitos habitats, ao contrário do que muitos pensam. Diversos animais, como muitos mosquitos e pernilongos, animais domésticos, e parasitos que possuem seu habitat dentro de um organismo ou uma célula. Além disso, plantas como cactos doméstico, tuias, rosas, palmeiras, coqueiros e lírios possuem jardins, casas e praças como seu habitat. A transição de animais ou plantas vindos de ambientes não-urbanos para os ambientes urbanos é cada vez mais comum. Um claro exemplo disso é a transição de muitas espécies de passarinhos que deixam o campo por diversos motivos e vão para a cidade onde a comida é fartamente distribuída pelos humanos e é fácil encontrar praças - o que está cada vez deixando de ser realidade nos ambientes naturais desses animais pela alta taxa de desmatamento e pela toxicidade alimentar gerada devido ao uso de agrotóxicos nas plantações. Cientistas da Universidade de Illinois Urbana-Champaign publicaram um estudo no qual catalogaram 66 espécies de passarinhos das quais 40 das que se adaptaram ao ambiente urbano teve um aumento populacional significativo. Enquanto nas outras 26, os resultados mostram um declínio populacional.

## Habitatsartificiais
Os habitats artificiais são aqueles planejados e construídos pelo homem. Eles têm a função de replicar o habitat natural das diferentes espécies, para que elas possam se reproduzir, alimentar etc. de forma semelhante ao natural. Habitats como esses podem ser usados para recreação, como os zoológicos, viveiros, aquários ou até para o aumento de diversidade biológica, proteção e conservação do ambiente.
Um exemplo de habitat artificial que ajuda na recuperação de habitats, antes degradados, são os recifes artificiais. Eles são feitos a partir da criação de um substrato para a colonização biológica que após um determinado tempo irá se diferenciar em um ecossistema semelhante aos dos habitats naturais adjacentes e dos quais seus organismos se originaram. Possuem países que são líderes em práticas de implantação de habitats artificiais, como Japão, Taiwan, Canadá, Estados Unidos, França, Espanha e Portugal.

## Habitatsextremos

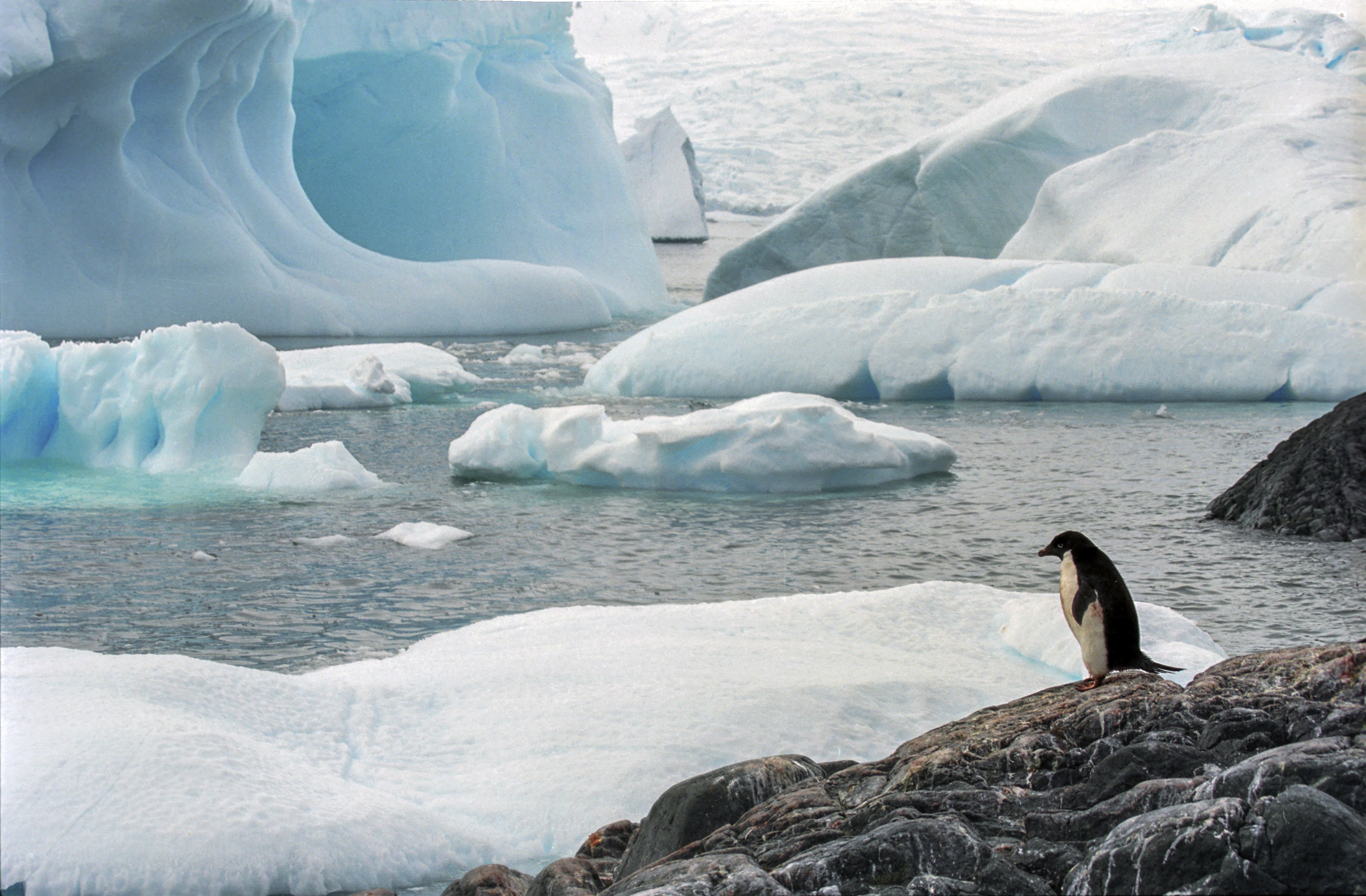
Poucas criaturas fazem das prateleiras de gelo da Antártica seu habitat.

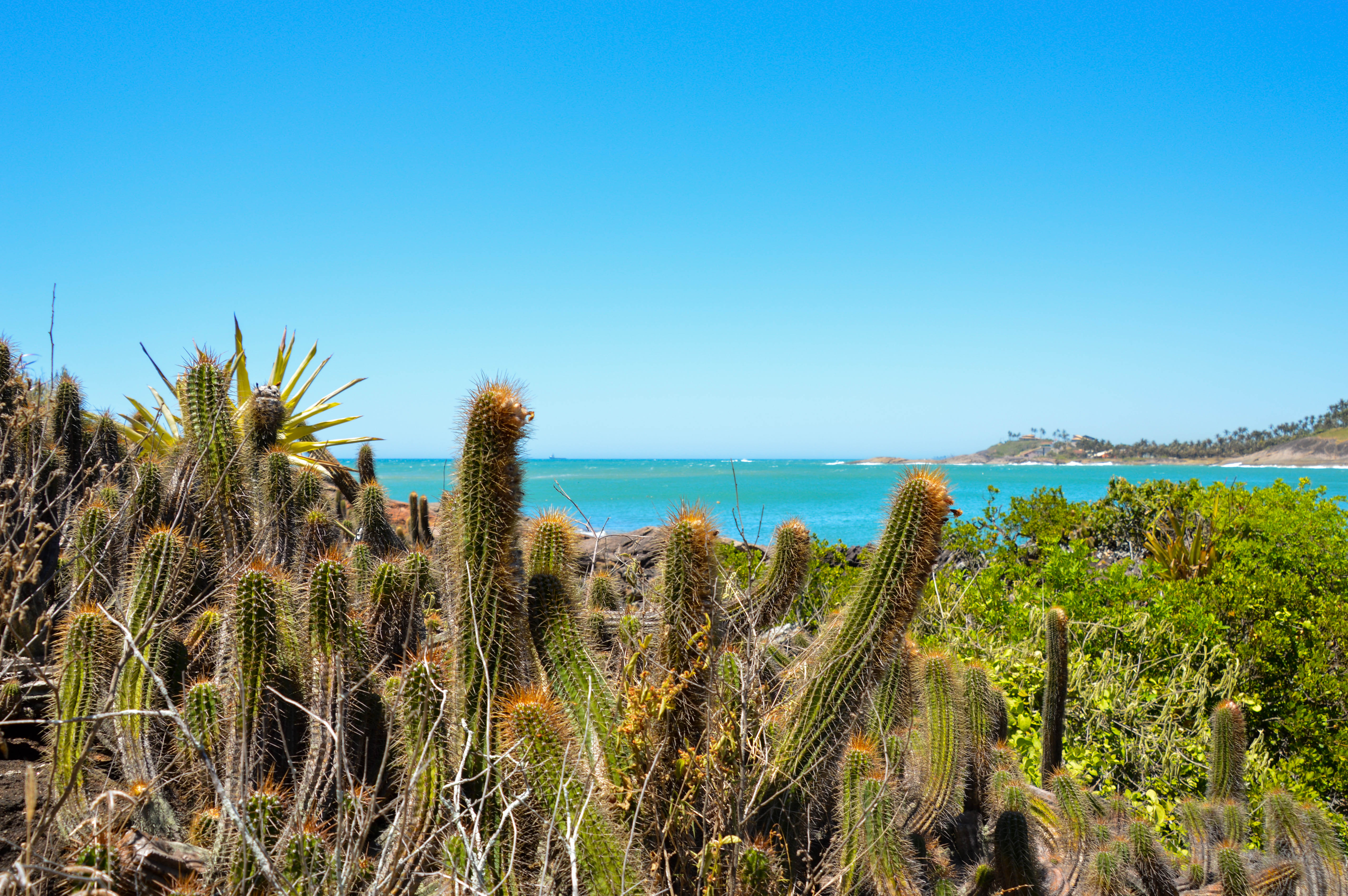
Os cactos constituem a paisagem da restinga, sendo uma espécie de planta adaptada a habitats extremos caracterizados por longas secas e sol em abundância.

Os habitats extremos são aqueles quase inóspitos, os quais abrigam os seres mais intrépidos do planeta. Viver nesses locais não é tarefa fácil, sendo assim, organismos que costumam viver em ambientes moderados (mesofílicos) com temperaturas amenas, muito dificilmente conseguem se adaptar a essas regiões. Sendo assim, a maioria das espécies que vivem em locais extremos, são de microrganismos, uma vez que podem suportar tanto temperaturas congelantes quanto escaldantes, e algumas delas conseguem até mesmo sobreviver sem a presença de oxigênio (microrganismos anaeróbios). Os seres que vivem nesses habitats comumente são chamados de extremófilos, e, como o próprio nome sugere, qualquer alteração de clima ou pluviosidade pode fazer com que o funcionamento do organismo desses seres não seja mais o mesmo, podendo levar até mesmo a morte. Por outro lado, alguns organismos conseguem sobreviver a esses ambientes através da redução de seu metabolismo, até que aquele volte a ser favorável para sua sobrevivência, como é o caso de esporos de algumas espécies bacterianas e dos Tardigrados. Habitats extremos podem variar do fundo do oceano até o topo de montanhas, já que a sobrevivência nesses locais é dificultada pela pressão, temperatura, disponibilidade de O2, e muitos outros fatores. Por mais que alguns seres humanos, como mergulhadores e alpinistas, consigam explorar essas regiões, o risco é alto, devido ao fato do nosso corpo não estar preparado para aguentar as condições desses locais.

#### Topos de montanha
No topo de montanhas pode parecer que nada além de neve será encontrado, porém, flora e fauna podem se adaptar e sobreviver em algumas dessas regiões. O relevo faz com que ocorra a queda de temperatura devido a menor pressão atmosférica e absorção da energia proveniente da luz solar. A temperatura nas montanhas tem um decaimento, a cada mil metros de altitude, por volta de 6º C, sendo que acima dos 2 mil metros há neve constante. Além do frio, o risco de avalanches é alto devido à turbulência dos ventos que é gerada pelo resfriamento causado pela altitude. Devido às condições extremas de temperatura, em altitudes mais elevadas a vegetação encontrada é composta apenas por gramíneas, porém, no topo é raro encontrar vegetação, podendo ser visto, na maioria das vezes, apenas gelo.

#### Desertos
O que caracteriza os desertos comumente é a falta de chuva e as temperaturas extremas, uma vez que o calor escaldante do dia pode ser substituído por um frio intenso no período noturno. Devido a esses fatores, um número limitado de espécies de fauna e flora é visto nessas regiões, as quais são adaptadas para vivem em condições adversas, escassez de água e paisagens estéreis. O solo do deserto é pouco fértil, sendo comumente composto por areia e rochas, e isso se dá por serem regiões onde mais água evapora do solo do que é substituído por precipitação

## Mudança dehabitat
Os habitats podem mudar com o tempo seja por processos naturais ou atividades humanas. O primeiro está relacionado às mudanças geomorfológicas (movimento das placas tectônicas, terremoto, erosão, deslizamento de terras etc.) e fatores climáticos (incêndios naturais, tempestades, inundações etc.). Já a segunda está relacionada a ações do homem (turismo, poluição, desmatamento, práticas agrícolas, atividade industrial etc.) e o que isso pode acarretar, como mudanças climáticas e fragmentação do habitat. Nesse contexto, os tipos de habitat podem ser fragmentados, ou podem até chegar a ser completamente removidos e substituídos por outros.
Um habitat fragmentado é dividido em duas ou mais ilhas, que possuem tamanho e grau de isolamento diferentes entre elas. Essas medidas são um dos fatores que define a possibilidade de migração e a permanências de espécies nestes habitats fragmentados. Nesse caso, podem ser usados métodos para otimizar o processo de migração entre fragmentos, como corredores de vida selvagem, que conecta uma ilha em outra e facilita o trânsito animal. Assim, é possível aumentar a diversidade genética de uma espécie e consequentemente diminuir a chance de extinção.  
Concluímos então, que mudanças como essas podem afetar a biodiversidade em diferentes níveis. No geral, esse fato pode causar alteração, redução ou deslocamento da biodiversidade e até a extinção de espécies que são exclusivas deste habitat. Situações as quais só trazem prejuízos para o meio ambiente. Por isso, é de grande importância que aumente a preocupação com a mudanças no habitat feita por intervenções humanas, uma vez que a perda da diversidade biológica atinge negativamente aspectos sociais, econômicos, culturais e científicos.

## Destruição e fragmentação

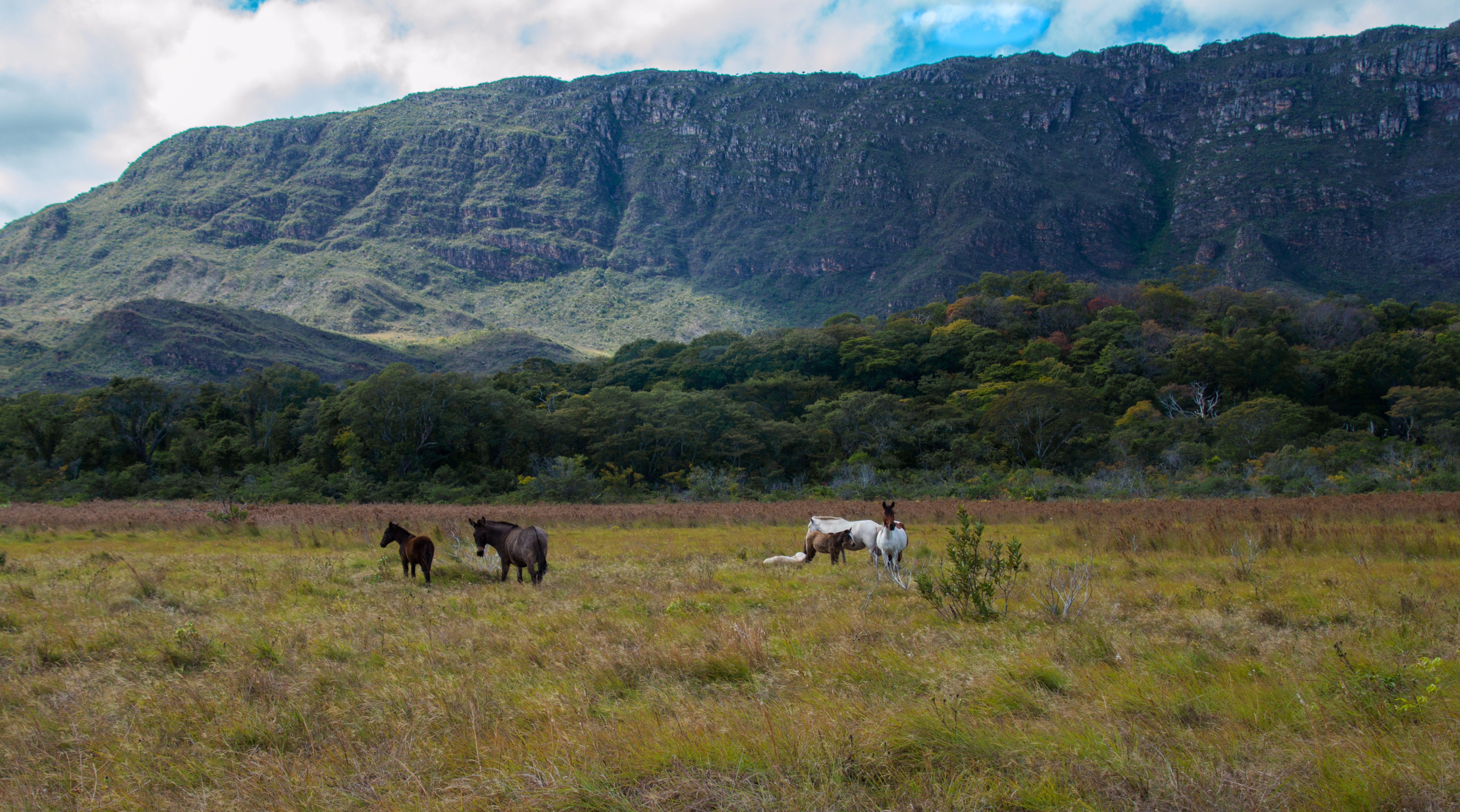
O Cerrado, o segundo maior bioma da América do Sul

A perda de habitat constitui a maior ameaça à diversidade biológica. Assim, uma das principais formas de preservar a diversidade é por meio das preservações do habitat.
Quando levamos em conta a maioria das espécies em extinção, a perda de habitat constitui uma das maiores ameaças e agravantes dessa situação. Ocorrências de destruição de habitats acontecem principalmente em locais com alta densidade humana (Fearnside, 1986) e em ilhas.
Além da destruição, os habitats ainda são frequentemente subdivididos em partes por construções humanas, como estradas, cidades, plantações, entre outros. Esse fenômeno recebe o nome de fragmentação do habitat. Tais fragmentos costumam ser isolados uns dos outros, estando envoltos por paisagens completamente dissonantes.
A fragmentação ocorre ainda quando a área é pouco afetada como em: ferrovias, estradas, linhas de energia, tubulação de óleo, entre outros (Schonewald-Cox e Buechner, 1992).
Existem duas grandes diferenças entre o habitat o original e o habitat fragmentado, sendo elas: i) os fragmentos apresentam maior quantidade de borda por área de habitat; ii) os centros dos fragmentos de habitat estão mais próximos da borda em si.
Estudos estão sendo realizados para avaliar o impacto da fragmentação sob os habitats e sob as mais diversas espécies neles inseridas. Um exemplo é o Projeto de Dinâmica Biológica de Fragmentos Florestais (PDBFF) que foi baseado na Amazônia Central, próximo a Manaus. O projeto teve início em 1980 e possuía como objetivo estudar os diferentes impactos ecológicos da fragmentação, especificamente em grupos animais e plantas.
Dentre os diferentes prejuízos causados pela fragmentação do habitat, pode-se citar também:
- A fragmentação é capaz de limitar o potencial dispersor e colonizador de uma espécie. Por exemplo, animais que vivem no meio da floresta não atravessarão faixas de ambiente aberto, por diversos riscos, como predação. Consequentemente, é provável que as áreas fragmentadas não sejam recolonizadas;
- A fragmentação pode reduzir a capacidade que os animais nativos possuem de se alimentar. Espécies confinadas em um fragmento de habitat podem ser incapazes de migrar, quando necessárias. O desmatamento de uma área pode fazer com que aves se concentrem nos fragmentos restantes. Logo, com o aumento da densidade provoca maior competição por comida, parceiros sexuais e disputas territoriais, resultando em um aumento na taxa de mortalidade;
- Como já citado, o efeito de borda é amplificado pela fragmentação do habitat. Um breve exemplo é em relação às florestas fragmentadas, suas bordas recebem mais vento, com consequente redução de umidade e aumento das temperaturas na borda, propiciando maior possibilidade de ocorrência de incêndios;
- A fragmentação do habitat pode aumentar a probabilidade da invasão por espécies exóticas;
- Por fim, é possível afirmar que a fragmentação do habitat promove uma aproximação, muitas vezes não favorável, entre espécies nativas e animais e plantas domesticadas. Uma consequência disso é que doenças de espécies domesticadas podem facilmente se espalhar entre as espécies silvestres, dizimando a população.

## Degradação e poluição
As atividades humanas podem afetar o habitat por meio da poluição e consequente destruição desses. A poluição possui efeitos na qualidade da água, do ar, do solo e até mesmo no clima global, sendo muito prejudiciais para as espécies que evoluíram em contato com um habitat não poluído e para a diversidade biológica como um todo. Como exemplos de degradação podem ser citados: o pastejo do gado em florestas, sendo prejudicial para o estrato herbáceo do local, e atividades de canoagem ou mergulho em áreas de coral. Os exemplos de poluição são muitos, desde o descarte incorreto do lixo até grandes derramamentos de óleo no oceano.

## Proteção e conservação

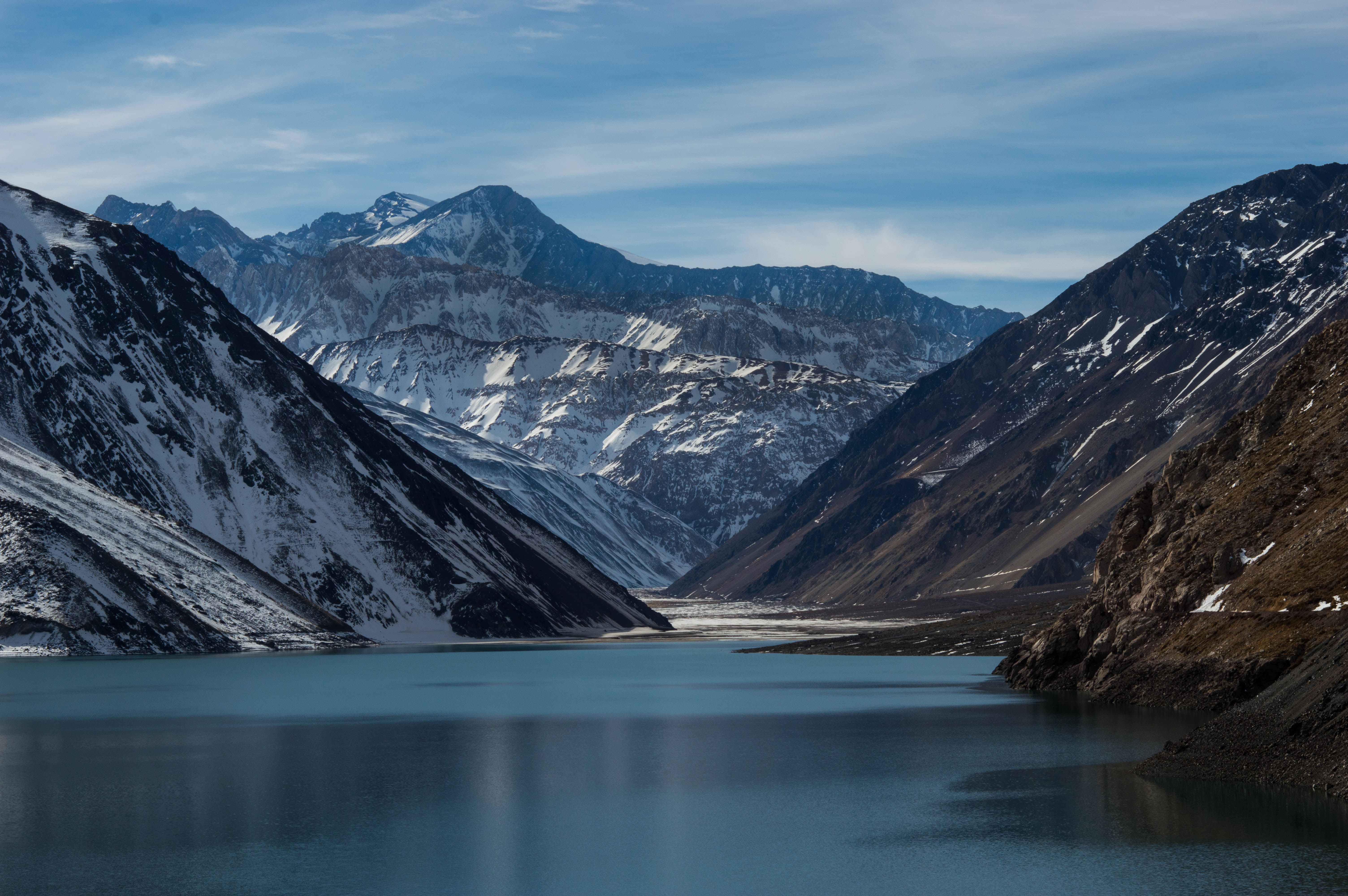
O rio Maipo, no Chile. A área andina do Cajón del Maipo foi proposta como área prioritária pela CO NAMA no âmbito da Estratégia Nacional para a Conservação da Biodiversidade.

A proteção dos habitats faz-se necessária para manutenção da biodiversidade, uma vez que a fauna e a flora sofrem por conta da destruição que pode ocorrer de forma natural ou, muitas vezes, pela ação antrópica. Esta última, vem sendo a causa da extinção de diversas espécies, mesmo antes da revolução industrial, por conta das mudanças e modificações realizadas por humanos no ambiente – desmatamento, poluição, mudanças climáticas. Um exemplo para ilustrar tal fato, são os arborígenes australianos e a megafauna, esses humanos possuíam práticas de caça, queimavam grandes áreas florestais e, a partir dessas queimadas, além de destruir a vegetação, acabou com a fonte de alimentos da megafauna e, além da caça, fez com que ela se extinguisse.
A partir dessas alterações, muitos países desenvolveram leis protetivas para a vida silvestre com o objetivo de ajudá-la. Essas leis podem ser específicas para determinada espécie ou agir mais amplamente – em grupos de espécies ou proibindo práticas destrutivas como caça por exemplo –, no entanto, uma lei mais ampla pode ser mais difícil de ser implementada do que a mais específica, já que ela restringe muito mais práticas recorrentes de muitas populações e, precisa também levar em consideração as necessidades (comida, combustível e outros recursos) da população que vive no habitat ou no entorno.
Tratados internacionais podem ser necessários para objetivos específicos como configurar reservas marinhas, emissão de gases poluentes, entre outras ações que interferem no planeta como um todo, em todos os habitats. Dessa forma, com a legislação funcionando corretamente, ao longo do tempo, a população será educada para interferir de forma consideravelmente sustentável não tornando o habitat inapropriado para sua biodiversidade. 

## Seleção r e k e a relação com o habitat
Conceito proposto originalmente por Robert MacArthur e Edward O. Wilson (1967) e elaborado por Prianka (1970). Esse conceito baseia-se na existência de dois tipos contrastantes de habitats: r-seletivos e k-seletivos. Uma população k-estrategista ocupa um habitat constante, ou o máximo constante possível. Dessa forma, é possível estabelecer uma população adensada e com taxas numéricas constantes. Nessas populações há intensa competição entre os adultos, resultando nas taxas de reprodução e sobrevivência. Consequentemente, os animais k-estrategistas são maiores, reprodução tardia e mais longa, com proles de maior tamanho. Por outro lado, uma população r-estrategista vive em habitats de tempo imprevisível ou de curta duração. Suas populações experimentam períodos favoráveis de crescimento rápido com pouca competição entre si. Mas, esses períodos, são interrompidos por períodos desfavoráveis, com mortalidade. Dessa forma, as taxas de mortalidade são muito variadas. Consequentemente, as características geralmente presentes são menor tamanho corporal, maturidade precoce e proles maiores. O esquema r/k constitui, dessa forma, um caso especial de classificação de habitats.

## Escolha dehabitat
A escolha do habitat por uma determinada espécie está diretamente ligada com as chances que a mesma tem de sobreviver e reproduzir naquele local. Essa escolha pode ser influenciada por diversos fatores como a disponibilidade de recursos, como alimento, água, abrigo e oportunidade de reprodução bem-sucedida.
As espécies também podem mudar de habitat buscando as melhores condições nas diferentes épocas do ano. No caso de espécies migratórias, por exemplo, elas escolhem determinada área em uma época do ano e quando as condições nesta área não estão mais favoráveis, elas migram para outro local que tenha os recursos necessários para sua sobrevivência.
A mudança do habitat pode ocorrer também por pressões do local. Por exemplo, aves que nidificam em ilhas que oferecem condições favoráveis como alta disponibilidade de alimentos, poucos predadores e temperaturas ideais, podem ser forçadas a procurar outros locais para a nidificação quando ocorre a introdução de animais domésticos, presença de pessoas, que pisam na areia e, sem perceber, destroem os ninhos e ovos, prejudicando a sobrevivência e reprodução dessas aves.
Em razão dessas ameaças, o manejo de habitats é uma boa ferramenta para a recuperação das populações das espécies ameaçadas. A batuíra-de-colar-interrompido (Charadrius alexandrinus) e o trinta-réis-miúdo (Sternula antillarum), são espécies que nidificam em praias abertas e em pequenas ilhas de areia, mas que estão ameaçadas pela presença de pessoas e animais domésticos nesses lugares, que pisam e destroem seus ovos, prejudicando a sobrevivência da espécie. Para contornar essas interferências, um estudo feito no Sul da Califórnia, na Lagoa Batiquitos, realizou a criação de praias artificiais e bancos de areia, escavando-se material do fundo do mar. O novo habitat, livre da interferência de pessoas e animais domésticos, atraiu indivíduos das duas espécies, possibilitando uma reprodução bem-sucedida.
As espécies também podem preferir uma determinada região em detrimento de outra. Por exemplo, espécies florestais podem nidificar tanto no interior do fragmento onde a incidência solar é mais baixa, a pressão de predação é menor, possui maior disponibilidade de recursos, quanto na borda do fragmento. As espécies que são melhores competidoras vão conseguir se estabelecer no interior do fragmento onde as condições são mais favoráveis, enquanto as espécies que não são boas competidoras irão se estabelecer na borda do fragmento. Essas espécies, apesar de preferirem o interior do fragmento, não se estabelecem nele por uma pressão de competição.
O chapim-real europeu (Parus major), por exemplo, é uma espécie que pode nidificar tanto em florestas como em bordas de mata. No entanto, devido à abertura de vagas na floresta pela remoção experimental de casais, outros casais que nidificavam em uma área de borda próxima dali mudaram-se para a floresta, que é o habitat preferido. Dessa forma, sendo a preferência de habitat uma adaptação, os indivíduos que são capazes de ocupar as áreas de preferência conseguem deixar mais descendentes do que as espécies que não conseguem ocupar as áreas de preferência.
Em muitas espécies, alguns indivíduos ocupam fragmentos do habitat chamados de fonte (em inglês: source habitat) que são áreas onde a população está em crescimento, enquanto outros são desviados para fragmentos sumidouros (em inglês: sink habitat) que são áreas onde a população está em declínio. Os fragmentos sumidouros, de baixa qualidade, são ocupados por competidores menos eficientes que não conseguem ocupar os fragmentos fonte, de qualidade superior. Isso acontece, muitas vezes, porque esses organismos que não são bons competidores são expulsos por indivíduos mais velhos ou oponentes que são melhores competidores. Dessa forma, esses indivíduos são forçados a viver em um lugar pior e precisam tirar o melhor proveito dessa situação ruim.

## Conceitos relacionados
- Um biótopo é a menor parcela ecológica que é possível discernir geograficamente (por exemplo: um dos biótopos da truta é a Ribeira das Casas na ilha das Flores).
- Um bioma é o conjunto da flora e fauna que vive num determinado habitat e ocupa uma determinada região geográfica e topográfica.
- Um micro-habitat é a vizinhança imediata do local onde vive um determinado espécime animal ou vegetal.
- O nicho ecológico é a forma de vida de determinada espécie ou população dentro de um ecossistema, que determina o seu efeito em outras espécies ou populações.